# Amenemhet III.
Amenemhet III. je bil faraon iz egipčanske Dvanajste dinastije, ki je vladal od okoli 1860 pr. n. št. do okoli 1814 pr. n. št. Najkasnejši z njim povezan pisni dokument ima datum I akhet 22 v 46. letu njegove vladavine. Njegovo vladavino se šteje za zlato dobo Srednjega kraljestva. Amenemhet III. je bil morda dvajset let sovladar s svojim očetom Senusretom III.
Proti koncu svoje vladavine je vladal skupaj s svojim sinom in naslednikom Amenemhetom IV. Trditev potrjuje zdaj poškodovan skalni napis v Konosu v Nubiji, ki njegovo prvo vladarsko leto enači s 46., 47. ali 48. letom očetove vladavine. Amenemheta IV. je kot zadnja vladarica iz dvanajste dinastije nasledila sestra Sobekneferu.
Vladarsko ime Amenemheta III. je Nimaatre in pomeni »tisti, ki pripada Rajevi pravičnosti«.

## Piramidi
Svojo prvo, tako imenovano Črno piramido, je začel zgraditi v Dahšurju, vendar je gradnjo zaradi tehničnih težav prekinil. Približno v  15. letu svoje vladavine se je odločil, da bo zgradil novo piramido v Hawari pri Faiyumu. Piramida v Dahshurju je kasneje služila za pokop več dvornih gospa.
Pogrebni tempelj ob hawarski piramidi sta Herodot in Diodor Sicilski morda poznala kot Labirint. Strabon je ga je opisal kot eno od čudes sveta. Kraljeva piramida v Hawari je imela nekaj najbolj zapletenih varnostnih sistemov, ki so jih kdaj odkrili v Egiptu. Njegovo grobnico so kljub temu že v antiki izropali. Njegova hčerka ali sestra Neferuptah je bila pokopana v piramidi, ki so jo odkrili leta 1956 in stoji približno dva kilometra jugozahodno od Amenemhetove. Piramidion grobnice v piramidi Amenemheta III. je skoraj nedotaknjen in je zdaj razstavljen v kairskem muzeju Al-Mathaf al-misrí.

## Vojni pohodi in odprave
Za vojne pohode med vladanjem Amenehmeta III. je zelo malo dokazov. Dokumentiran je samo majhen pohod v devetem letu njegove vladavine. Zapis so odkrili na steni v Nubiji v bližini trdnjave Kumma. Kratko besedilo poroča, da je vezir Zamont iz Nehena vodil manjši oddelek vojakov proti severu in da na povratku na jug nihče ni umrl.
Faraon je poslal več odprav v rudarska področja. Znani sta dve odpravi v Wadi el-Hudi na južni meji Egipta, kjer so iskali ametiste. Ena od odprav je bila v enajstem letu njegove vladavine, naslednji dve pa v 20. in 28. letu. V 2., 3., 19., 20. in 33. letu so odhajale rudarske odprave tudi v Vadi Hammamat. Napisi iz 19. in 20. leta bi lahko bili povezani z začetkom gradnje piramidnega kompleksa v Havari, ker poročajo o lomljenju kamna za kipe. 
V Mersi na obali Rdečega morja so odkrili stelo, ki omenja Amenemhetovo ekspedicijo v Punt. Najvišji uradnik in vodja odprave je bil visoki nadzornik Senebef. Med drugimi visokimi uradniki sta bila nek Amenhotep in komornik Nebesu.

## Veliki kanal Mer-Wer
Med Amenemhetovo dolgo vladavino se je nadaljevala gradnja kanala od Nila do Fajumske oaze, ki jo je začel morda njegov oče. Oaza je bila pred tem popolnoma zamočvirjena. Kanal, dolg 16 km in širok 1,5 km, se je imenoval Mer-Wer (Veliki kanal). Zdaj se imenuje Bahr Yussef. Bregova kanala sta imela naklon 1:10, kar je omogočalo nasipanje z nesprijemljivo zemjo in kamnom. Jez je potekal v smeri vzhod-zahod, kanal pa je imel proti Fajumski depresiji naklon 0,01°. V nastalem umetnem jezeru Moeris se je vsako leto zbralo 13 milijard kubičnih metrov poplavne vode. Ogromno gradbeno delo je dokončal Amemenhetov sin Amenemhet IV. Okolica jezera je postala žitnica Egipta in taka ostala do leta 230 pr. n. št., ko se je lahunska veja Nila zamuljila.
Okoli 29. leta vladavine Amenemheta III. je na položaj vezirja prišel slavni Kheti. Domneva se, da je bil v tem obdobju napisan  Rhindov matematični papirus. Faraon je razen kanala zgradil tudi številne spomenike odlične kakovosti. Mednje spada majhen, vendar lepo okrašen tempelj v Medinet Maadiju v Fajumu, katerega sta on in njegov oče posvetila boginji Renenutet.

## Kipi
Amenemhet III. in Senusret III. sta faraona Srednjega kraljestva z največjim številom svojih kipov, saj jima pripisuje 80 popolnih ali poškodovanih kipov. Amenemhet na številnih kipih ni upodobljen kot idealiziran mlad kralj, ampak kot zrel mož z izazito fizionomijo in znaki staranja. Kipi so izdelani iz zelo različnih kamnin, kar za prejšnje vladarje ni moč reči. Faraon je razen tega uvedel več novih tipov kipov. Nekateri so se zgledovali po starih prototipih iz zgodnjega dinastičnega obdobja. Prav njemu se lahko pripišeta dva sloga upodabljanja obraza:
- realistični slog: na kraljevem obrazu so dobro vidne obrazne kosti in gube; poteze obraza je nedvomno navdihnil kip Senusreta III.
- idealiziran slog: kralj je upodobljen kot mlad mož s trikotnim obrazom.[20]